# Distrito Nacional
Distrito Nacional é um distrito da República Dominicana. Sua capital é a cidade de Santo Domingo.
O Distrito Nacional foi criado em 1936 para dar uma categoria e tratamento especial ao território sede da capital do país. Sua administração está a cargo do ajuntamento de Santo Domingo. Para muitos fins o Distrito Nacional é similar a uma província, porém, existem muitas características que os diferenciam, por exemplo, o Distrito Nacional não possui um "governador provincial" e está formado por apenas um município.